# North Chevy Chase

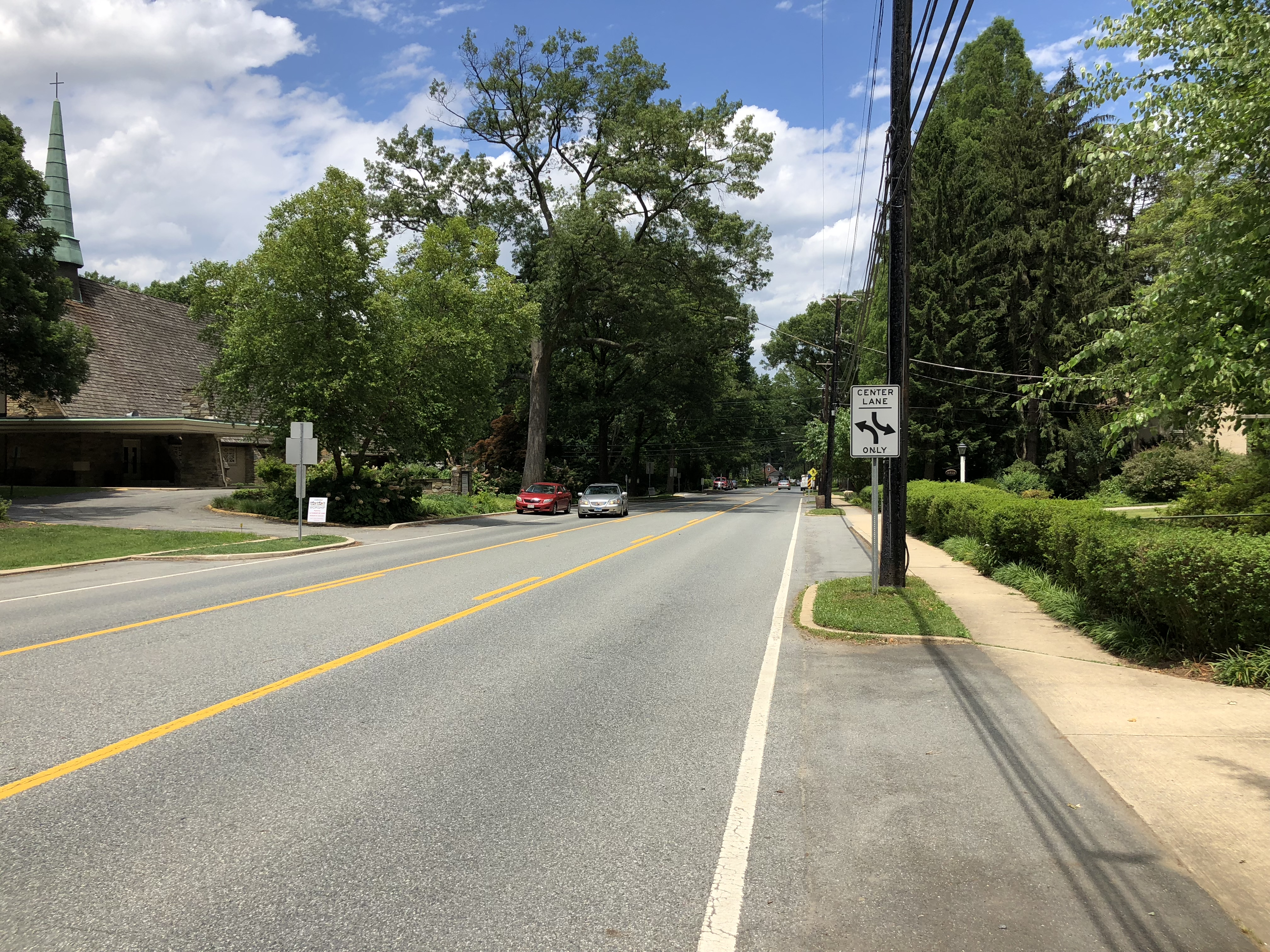
De plaats gezien vanaf een weg

North Chevy Chase is een plaats (village) in de Amerikaanse staat Maryland, en valt bestuurlijk gezien onder Montgomery County.

## Demografie
Bij de volkstelling in 2000 werd het aantal inwoners vastgesteld op 465.
In 2006 is het aantal inwoners door het United States Census Bureau geschat op 477, een stijging van 12 (2,6%).

## Geografie
Volgens het United States Census Bureau beslaat de plaats een oppervlakte van
0,3 km², geheel bestaande uit land.

## Plaatsen in de nabije omgeving
De onderstaande figuur toont nabijgelegen plaatsen in een straal van 4 km rond North Chevy Chase.